# إيفيلين سكوت (كاتبة)
إيفيلين سكوت (بالإنجليزية: Evelyn Scott)‏‏ (17 يناير 1893 في كلاركسفيل - 3 أغسطس 1963 في نيويورك) روائية، وشاعرة، وكاتِبة من الولايات المتحدة.

## الجوائز
- زمالة غوغنهايم[13]